# 隠れトランプ
隠れトランプ（かくれトランプ）とはアメリカ大統領選挙で共和党候補ドナルド・トランプを密かに支持していた人々のことである。なお、米系メディアではHidden voter, Shy voter, Silent Majority（サイレント・マジョリティ）などと表現される。

## 概要

### 2016年アメリカ大統領選挙
2016年のアメリカ大統領選挙では 共和党候補のドナルド・トランプと民主党候補のヒラリー・クリントンの戦いとなった。11月8日の開票の結果、トランプが289人、クリントンが218人の選挙人を獲得し、トランプが接戦を制した。選挙前の予測の多くではクリントンの優位が伝えられていたにもかかわらずトランプが逆転した理由として隠れトランプの存在があげられている。彼らの多くは過激な発言を繰り返すトランプを支持していることを他人に隠し、世論調査にも回答していなかったと考えられる。

### 2020年アメリカ大統領選挙
世論調査は民主党ジョー・バイデン優勢で推移したが、一時トランプ陣営が勝利宣言をするなど意外な接戦となった。

### 2024年アメリカ大統領選挙
世論調査では民主党カマラ・ハリスと僅差の争いで抜かれることもしばしばあったが、結果はトランプの圧勝となった。

## 世論調査及び選挙への影響
2016年の選挙前の予測の多くではクリントンの優位が伝えられていた。例えば、米ワシントン・ポストとABCニュースが共同で行った世論調査では2016年11月6日の時点で47対43でクリントンがトランプをリードしていた。また、著名な選挙分析サイトであるファイブサーティーエイトは2016年11月8日10時41分の時点でクリントンの当選確率を71.4%、トランプの当選確率を28.6%としていた。その他にもCNNは7日の時点でクリントンの当選確率を91%、世論調査に基づくクリントンの支持率を46%、トランプの当選確率を9%、支持率を42%とし、米ニューヨーク・タイムズも8日の時点でクリントンの当選確率を85%、トランプの当選確率を15%としていた。これらの予測が外れた原因として世論調査の手法の限界の他に隠れトランプの存在があげられている。彼らは過激な発言を繰り返すトランプを支持していることを知られるのを恥ずかしく思い、質問に答えなかったのである。隠れトランプは過去の選挙では投票に行かなかった白人層で、実際に米CNNの出口調査によると白人の58%、大学を卒業していない人々の67%がトランプに投票しており、鉄鋼などの産業が廃れた「ラストベルト」と呼ばれる地帯では同地帯で最大の選挙人20人を割り当てられたペンシルバニア州や、ウィスコンシン州でトランプが勝利した。トランプに支持が広がった要因としてアメリカ経済の衰退や既存政治への不満や不安の増大があげられる。

## 背景
白人労働者がトランプを支持した要因の一つとして既存政治への不満やグローバリゼーションの進展とそれに伴うアメリカ経済の衰退などがあげられる。
アメリカ経済の変化は次の通り。
|                | 1980年代前半比(?)平均 | 1995 - 2004年前年比平均 | ?                            |
| -------------- | --------------------- | ----------------------- | ---------------------------- |
| 実質経済成長率 | 3.2%                  | 3.4%                    | 1.5% (1 - 9月期の前年同期比) |
| 労働生産性     | 1.5%                  | 2.8%                    | 0% (7 - 9月期の前年同期比)   |

|          | 1980年             | 2000年                | -                            |
| -------- | ------------------ | --------------------- | ---------------------------- |
| 経済格差 | 8.2%               | 16.5%                 | 17.9% (2014年)               |
| 政府債務 | 9000億ドル (9月末) | 5兆7000億ドル (9月末) | 19兆6000億ドル (2016年9月末) |

中西部や西部の多くのブルーカラーは失業と地域社会の荒廃など厳しい状況に置かれており、彼らは政府は移民を優遇し弱者保護を優先して、自分たちは差別されていると感じていた。公的な医療保険制度の改革であるオバマケアも自分たちに負担増を強制して弱者保護を図るためのものだとして批判していた。
アメリカ経済や移民政策についてトランプは次のような発言をしていた。
- グローバリゼーションの波は中間層を一掃した。
- 貿易問題・移民問題・外交政策でアメリカを最優先する。("to put America first")
- NAFTAは史上最悪の貿易協定、WTO加盟の中国は歴史上最悪の雇用を盗む国
- アメリカは輸出を8000億ドル上回って輸入、これは政治が作り出した災害
- 金融危機や外交政策の混乱を引き起こしたエリートからの独立宣言を
  - いずれも2016年6月28日のペンシルベニア州の工場での演説　｢アメリカ経済独立｣より[12]

- 南の国境沿いに｢万里の長城｣を築き、(建設費は)メキシコに払わせる。(2016年6月 出馬宣言で)[13]

更にトランプは選挙活動の際に"Make America Great Again"というスローガンを打ち出し、強いアメリカを標榜していた。
トランプの主な公約は次の通り。
| 外交             | 日韓などの同盟国の駐留経費の負担を増額                                   |
| 貿易             | 環太平洋戦略的経済連携協定 (TPP) を破棄、北米自由貿易協定 (NAFTA) を撤回 |
| 経済政策         | 2500万人の雇用創出、GDP成長率を年率3.5%に                                |
| 医療保険         | オバマケアを廃止、州の裁量権を拡大                                       |
| 環境・エネルギー | 資源自給国を実現、天然ガスなど米国産資源の活用を促進                     |
| 移民政策         | メキシコ国境に壁を建設し、取り締まりを強化、不法入国者を国外追放         |

こうしたアメリカ合衆国を重視した反グローバル主義的な発言や公約が白人労働者ら、既存政治に不満を抱く人々の支持を集める一因になった。

## 関連
- アメリカ合衆国大統領選挙
- ブラッドリー効果
- ポピュリズム
- サイレント・マジョリティ
- アメリカ合衆国の経済
- サッカーマム